# علي نقي النقاش
علي نقي هو رسام إيراني وابن الرسام الشيخ عباسي، لُقب بالنقاش بسبب مهنته. .

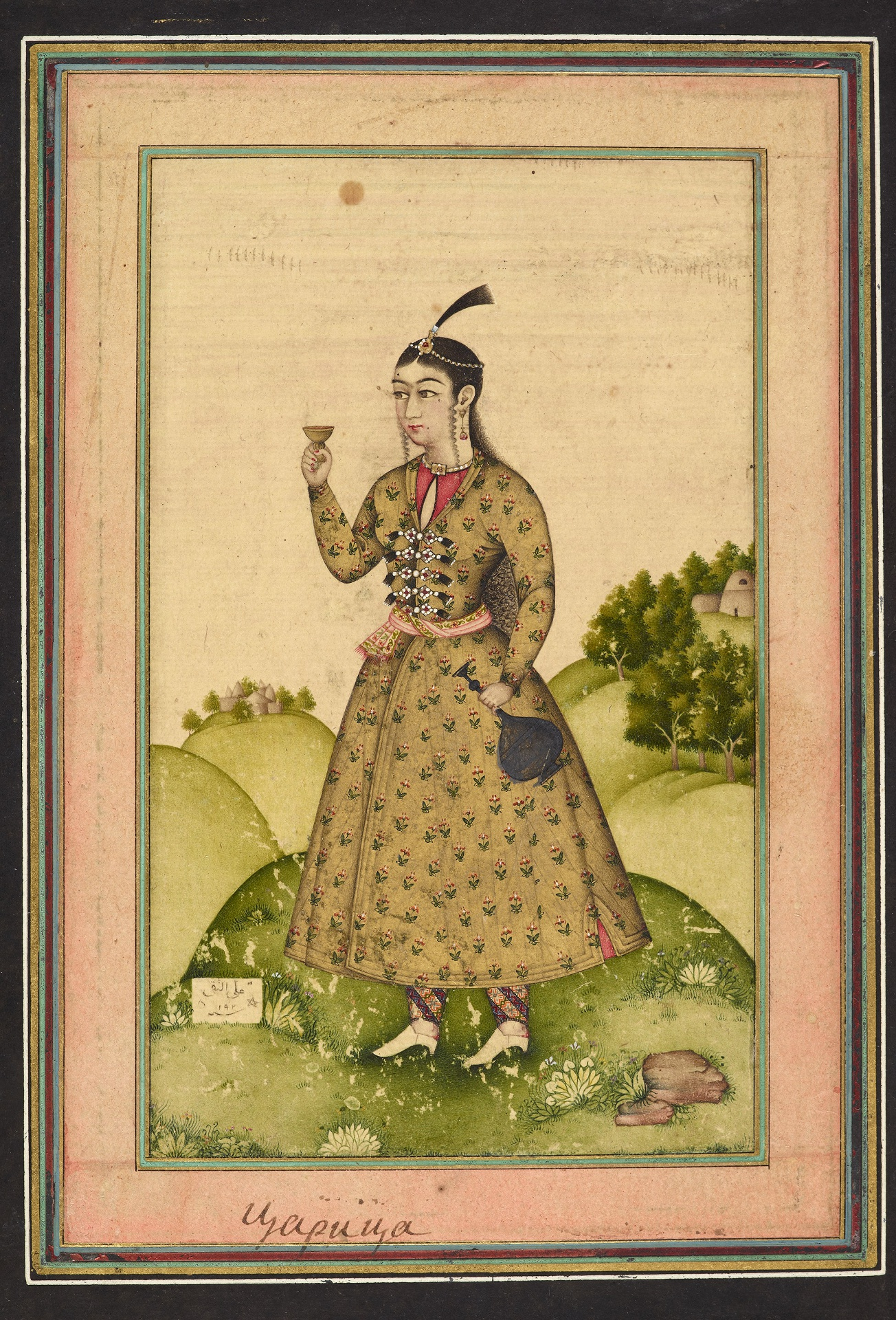
صورة امرأة تحمل كوبًا للفنان علي نقي، 1681، موجودة في متحف الإرميتاج، في سانت بطرسبرغ

كان شقيقه محمد تقي رسامًا أيضًا. وتشتهر العائلة بأسلوبها المميز في الرسم الفارسي في القرن السابع عشر، والذي يجمع بين السمات التقليدية والعناصر الأوروبية أو حتى الهندية. عاش علي نقي خلال العصر الصفوي، ولكن لا يُعرف الكثير عن حياته. يظهر توقيعه على سبع منمنماته، التي يرجع تاريخها إلى الفترة من 1681 إلى 1700 م. تُظهر ثلاث منمنمات من مخطوطة كتاب الملوك، التي تم توضيحها في نهاية القرن السابع عشر التوقيع "علي نقي، ابن الشيخ عباسي". يرى خبير الفن الإيراني ب. روبنسون، تأثير الرسم الأوروبي والمغولي؛ وبالتالي فإن المنمنمة "امرأة أمام مرآة" (1695) هي مثال على ذلك، وكذلك المنمنمة التي تصور طائرًا (1700) ومرسومة باليراع، والتي يمكن رؤيتها في المتحف الأثري في طهران. والشيء نفسه ينطبق على منمنمة امرأة تحمل كوبًا (1681) الموجودة في متحف الإرميتاج في سانت بطرسبرغ.
يلاحظ الخبراء أن علي نقي سار على خطى والده في أسلوبه الإبداعي. ويتجلى ذلك في لوحة مصغرة لامرأة تحمل كأسًا، والتي ترتدي أزياء أصفهان الإيرانية في ثمانينيات القرن السابع عشر. أما الخلفية، التي تُمثل منظرًا للتلال، فقد رُسمت بنفس الأسلوب، واستنادًا إلى التقنية التي ميّزت والده.